# Acrocyrtidus argenteus
Acrocyrtidus argenteus är en skalbaggsart som beskrevs av J. Linsley Gressitt och Yves Rondon 1970. Acrocyrtidus argenteus ingår i släktet Acrocyrtidus och familjen långhorningar.
Artens utbredningsområde är Laos. Inga underarter finns listade i Catalogue of Life.